# Mase
Mason Durrell Betha, conocido artísticamente como Mase o Ma$e (Jacksonville, Florida, 27 de agosto de 1975), es un exrapero y pastor religioso estadounidense.

## Biografía
Se crio  en Harlem, Nueva York, y dio comienzo a su carrera musical como cantante de gangsta rap hardcore. En el grupo Children of the Corn, él se hacía llamar Murder Mase y rapeaba con Big L, Cam'ron y Bloodshed. En 1996 firmó con la Bad Boy Records de Puff Daddy. 
En 1997, editó su primer álbum, Harlem World, que fue disco multiplatino y del que se destacó el sencillo Feel So Good. Otros éxitos del disco fueron What You Want (junto al grupo Total), Lookin' At Me (con Puff Daddy) y 24 Hours To Live. En ese mismo año, colaboró en el hit Mo Money Mo Problems de The Notorious B.I.G. para su álbum, junto con Puff Daddy, alcanzando el puesto 1 en los rankings como Billboard Hot 100.
Durante la promoción de su segundo álbum, Double Up, y del primer sencillo de este álbum, Get Ready (junto a Blackstreet), Mase anunció que se había convertido en cristiano renacido y se retiraba de la música.
Se trasladó a Atlanta, Georgia y estudió en la Universidad Clark Atlanta donde en 2002 obtuvo el doctorado en filosofía del St. Paul's Bible Institute en Nueva York y fue ordenado reverendo. Fundó la S.A.N.E. Church International y la Mason Betha Ministries en Atlanta y se hizo miembro de la World Changers Church International en el suburbio de College Park, Atlanta.

## Discografía

### Álbumes
- 1997: Harlem World
- 1999: Double Up
- 1999: The Movement (con el grupo Harlemworld)
- 2004: Welcome Back
- 2006: Officially Back

### Sencillos
| Año  | Título                                                           | Posiciones en lista | Posiciones en lista   | Posiciones en lista | Posiciones en lista | Álbum               |
| Año  | Título                                                           | Hot 100             | Hot R&B/Hip-Hop Songs | Rap Songs           | UK Singles Chart    | Álbum               |
| ---- | ---------------------------------------------------------------- | ------------------- | --------------------- | ------------------- | ------------------- | ------------------- |
| 1997 | "Feel So Good"                                                   | #5 [Platino]        | #5                    | #1                  | #10                 | Harlem World        |
| 1997 | "Lookin' At Me" (con Puff Daddy)                                 | #8 [Oro]            | #8                    | #1                  | -                   | Harlem World        |
| 1997 | "What You Want" (con Total)                                      | #6 [Platino]        | #3                    | #3                  | #15                 | Harlem World        |
| 1997 | "Mo' Money Mo' Problems" (con The Notorious B.I.G. & Puff Daddy) | #1                  | -                     | -                   | #6                  | Life After Death    |
| 1997 | "Can't Hold Me Down" (con Puff Daddy)                            | #1                  | -                     | -                   | #19                 | No Way Out          |
| 1997 | "Been Around the World" (con The Notorious B.I.G. & Puff Daddy)  | #4                  | -                     | -                   | #20                 | No Way Out          |
| 1998 | "Top of the World" (Brandy con Ma$e)                             | #4                  | #4                    | -                   | #2                  | Never Say Never     |
| 1998 | "Horse & Carriage" (Cam'Ron con Ma$e)                            | #41                 | #9                    | -                   | #12                 | Confessions Of Fire |
| 1999 | "Get Ready" (con BLACKstreet)                                    | -                   | #50                   | -                   | #32                 | Double Up           |
| 2004 | "Welcome Back"                                                   | #32 [Oro]           | #17                   | #8                  | #28                 | Welcome Back        |
| 2004 | "Breathe, Stretch, Shake" (con P. Diddy)                         | #28 [Oro]           | #12                   | #7                  | #28                 | Welcome Back        |
| 2006 | "Can't Get Enough" (Claudette Ortiz con Ma$e)                    | -                   | -                     | -                   | -                   | -                   |